# Megaszar
A Megaszar (More Crap) a South Park című animációs sorozat 162. része (a 11. évad 9. epizódja). Elsőként 2007. október 10-én sugározták az Amerikai Egyesült Államokban. Magyarországon 2008. június 27-én mutatta be az MTV.
Az epizód azon ritka részek közé tartozik, melyekben se Kyle, se Cartman, se Kenny nem jelennek meg. Az epizód története jelentős mértékben az emberi széklet körül forog, illetve kigúnyolják benne a U2 együttes énekesét, Bonót. A sorozat nem sokkal ennek az epizódnak a vetítése előtt kapott Emmy-díjat a "Világok harca" című epizódért, erre is reflektáltak a készítők, méghozzá jellemzően olyan pillanatokban, amikor székelést mutatnak a képernyőn.

## Cselekmény
|  | Alább a cselekmény részletei következnek! |

Randy már három hete komoly szorulástól szenved. Hashajtót vesz be, majd hatalmas fájdalmak közepette a vécére szalad. Ezután egy hatalmas, futball-labda méretű székletet produkál, amivel elhenceg mindenkinek. Mivel a Guinness Rekordok Könyvétől elhajtják, mondván ők ezzel nem foglalkoznak, a zürichi Európai Ürülék Szabványügyi és Mérési Hivatalhoz fordul. Az intézmény szakértői kijönnek és megállapítják, hogy a széklet valóban világrekorder, azzal, hogy az 8,6 couric-ot nyom (1 couric kb. 1,1 kg). Mivel Randy az első amerikai polgár, aki ilyen eredményt tudott produkálni, ezért nagy ünnepséget rendeznek a tiszteletére. Csakhogy a rendezvényt megszakítja videoüzenetével Bono, a korábbi rekorder, aki közli, hogy neki sikerült egy 9,5 couric-ost produkálnia. Ezt mindenki elhiszi neki bemondásra, még úgy is, hogy az egyetlen bizonyíték egy nem hitelesített fénykép.
Randy letargiába esik a rekord elveszítése miatt, mígnem barátai elkezdik biztatni, hogy készüljön fel és döntse azt meg. Háromheti folyamatos evés után az ultrahang azt mutatja ki, hogy egy körülbelül 14 couric-os széklet van a testében. De mielőtt a rekorddöntésre sor kerülne, Bono követelni kezdi (és ezt el is fogadják), hogy az eredményt Zürichben, az intézetben kell produkálnia. Stan elmegy Bonóhoz, hogy megkérje, ne ragaszkodjon ehhez annyira, összehasonlítva Bono sikereit az apjáéval. Csakhogy Bono dühösen visszautasítja ezt, közölve, hogy ő sose lesz semmiben sem második. Közben Bono komornyikja elmondja Stannek, hogy az apja bele is halhat a székelésbe. Zürichbe tartó útjukon azt is elmondja, hogy még senki sem élt túl ekkora méretű székelést, valamint hogy Bono 1960 óta tartja a rekordot. Stan ebből kikövetkezteti, hogy igazából Bono nem a rekordtartó, hanem maga a rekord.
Zürichben az intézet vezetője, Sir Orloff Broloff elismeri Stannek, hogy ez így van, sőt ő maga produkálta a rekordot, annyira büszke volt rá, hogy a sajátjaként nevelte fel. Idővel azonban Bono egyre idegesebb lett, ha valamiben csak második lehetett, ezért mindenben a legjobb akart lenni. Stan rájön, hogy ezért van az, hogy Bono hiába végez hatalmas humanitárius munkát, mégiscsak egy "rakás szar". Broloff szerint mivel Bono kb. 80 couricot nyom, ezért ez vitathatatlanul egy világrekord. Ugyanebben a pillanatban a hitelesítő brigád jelenlétében Randy egy gigantikus székletet produkál, ami több mint 100 couricot nyom. Az intézet ebben a pillanatban fogja a képernyőn az epizód több pillanatában is megjelenő Emmy-díjat, majd kitüntetve Randyt azt a székletbe nyomják.

## Utalások
Az epizód jelentős részben az ír énekes-dalszerzőt, a U2 együttes frontemberét, Bonót figurázza ki. Úgy ábrázolják őt, mint aki mindenben a legjobb akar lenni és a díjak begyűjtésére hajt. Stan meg is említi a vagyonát, a feleségét, és hogy tiszteletbeli lovaggá ütötték. Az egyik bejelentkezése alkalmával éppen Afrikában van, és céloznak a rengeteg díjára is, mellyel poénkodnak is (jelentéktelen dolgokban is kapott első díjat). Bonóra az epizód során többször utalnak "szar alakként", "rakás szarként", és ezek a metaforikus kifejezések a rész végére szó szerintiek lesznek. Bono folyamatos harca azért, mert nem akar kettes számú lenni, egy utalás az amerikai szlengre, amelyben a "kettes" (number two) a székelést jelenti.
A "couric" nevű fiktív mértékegység Katie Couric amerikai műsorvezetőre utal.
Az epizód végén, amikor Bonót megszoptatja az apja, "cucikálásnak" nevezik, ami egy utalás az Angolkák című sorozat Harvey nevű karakterére.
Az egész epizód folyamatosan viccet csinál abból, hogy a South Park alkotói a vetítés előtti hónapban Emmy-díjat kaptak. Többször megjelenik a képernyőn az "Emmy-díjas sorozat" felirat, leginkább olyankor amikor széklet is látható a képernyőn.
A "Megaszar" cselekménye jelentős részben épít a 2007-es The King of Kong: A Fistful of Quarters című dokumentumfilmre. Abban Steve Wiebe meg akarja dönteni a Donkey Kong játéktermi játék világrekordját, amivel a regnáló bajnoktól, Billy Mitchelltől venné át a stafétát. Wiebe megdönti ugyan a rekordot, de sokak szerint megbuherált géppel érte el. Ezért aztán élőben, közönség előtt is megmutatja egy játékgépen, hogy mit tud. Ekkor bejelentkezik Mitchell egy rossz minőségű videoszalagon, azt állítva, hogy ő még ennél is jobb eredményt ért el. Mitchell és a rajzfilmbeli Bono közt sok hasonlóság fedezhető fel.

## Külső hivatkozások
- A teljes epizód a South Park Studios weboldalán

1. ↑  Archivált másolat. [2010. május 30-i dátummal az eredetiből archiválva]. (Hozzáférés: 2022. június 8.)
2. ↑  https://southpark.cc.com/fans/faq/354761%5B%5D
3. ↑  Archivált másolat. [2008. április 5-i dátummal az eredetiből archiválva]. (Hozzáférés: 2022. június 8.)
4. ↑  https://southpark.cc.com/fans/faq/354760%5B%5D